# Kroatië op het Eurovisiesongfestival 2006
Kroatië nam deel aan het Eurovisiesongfestival 2006 in Athene, Griekenland. Het was de 14de deelname van het land op het Eurovisiesongfestival. De selectie verliep via het jaarlijkse Dora. HRT was verantwoordelijk voor de Kroatische bijdrage voor de editie van 2006.

## Selectieprocedure
Net zoals de vorige jaren koos men er deze keer voor 1 nationale finale en 2 halve finales te organiseren.
De halve finales vonden plaats op 2 en 3 maart en 16 artiesten gingen door naar de finale op 6 maart. De winnaar in deze finale werd gekozen door 50% jury en 50% televoting.
| Volgorde | Lied                   | Artiest             | Jury | Televoting | Totaal | Plaats |
| -------- | ---------------------- | ------------------- | ---- | ---------- | ------ | ------ |
| 1        | Party djevojka         | Angels              | 5    | 9          | 14     | 10de   |
| 2        | Umrijeti s osmjehom    | Jacques Houdek      | 6    | 3          | 9      | 15de   |
| 3        | Oprosti, mala          | Magazin             | 8    | 8          | 16     | 8ste   |
| 4        | Škifo                  | Alen Vitasović      | 3    | 1          | 4      | 16de   |
| 5        | U tebi tražim spas     | Raspashow           | 7    | 4          | 11     | 13de   |
| 6        | Oči od safira          | Danijela Martinović | 4    | 6          | 10     | 14de   |
| 7        | Nježne riječi          | Ibrica Jusić        | 11   | 2          | 13     | 11de   |
| 8        | Pusti da te vodi ritam | Karma               | 1    | 12         | 13     | 12de   |
| 9        | Il treno per Genova    | Tina Vukov          | 14   | 13         | 27     | 3de    |
| 10       | Prokleto sam           | Petar Grašo         | 13   | 5          | 18     | 7de    |
| 11       | Najbolja glumica       | Lana Jurčević       | 2    | 14         | 16     | 9de    |
| 12       | Moja štikla            | Severina Vučković   | 15   | 15         | 30     | 1ste   |
| 13       | Ne zovi me Marija      | Jelena Rozga        | 9    | 10         | 19     | 6de    |
| 14       | Tu na mojim rukama     | Massimo             | 16   | 7          | 23     | 4de    |
| 15       | Kad se sklope kazaljke | Ivana Banfić        | 10   | 11         | 21     | 5de    |
| 16       | Kao san                | Kraljevi ulice      | 12   | 16         | 28     | 2de    |

## In Athene
Door het goede resultaat in 2005, moest men niet meer in de halve finale aantreden.
In de finale moest men aantreden als 20ste na Frankrijk en voor Ierland. Op het einde van de avond bleken ze op een 12de plaats te zijn geëindigd met 56 punten.
België en Nederland hadden geen punten over voor deze inzending.

### Gekregen punten

#### Finale
| 12 punten               | 10 punten                                           | 8 punten | 7 punten              | 6 punten      |
| ----------------------- | --------------------------------------------------- | -------- | --------------------- | ------------- |
| - Bosnië en Herzegovina | - Noord-Macedonië - Servië en Montenegro - Slovenië |          |                       | - Zwitserland |
| 5 punten                | 4 punten                                            | 3 punten | 2 punten              | 1 punt        |
|                         | - Monaco                                            |          | - Duitsland - Turkije |               |

### Punten gegeven door Kroatië

#### Halve Finale
Punten gegeven in de halve finale:
| 12 punten | Bosnië en Herzegovina |
| 10 punten | Finland               |
| 8 punten  | Noord-Macedonië       |
| 7 punten  | Albanië               |
| 6 punten  | Slovenië              |
| 5 punten  | Litouwen              |
| 4 punten  | Zweden                |
| 3 punten  | Rusland               |
| 2 punten  | Oekraïne              |
| 1 punt    | IJsland               |

#### Finale
Punten gegeven in de finale:
| 12 punten | Bosnië en Herzegovina |
| 10 punten | Finland               |
| 8 punten  | Noord-Macedonië       |
| 7 punten  | Rusland               |
| 6 punten  | Litouwen              |
| 5 punten  | Roemenië              |
| 4 punten  | Oekraïne              |
| 3 punten  | Zweden                |
| 2 punten  | Ierland               |
| 1 punt    | Verenigd Koninkrijk   |